# تنقل المعطيات
تنقل المعطيات هو انتقال جملة المعطيات بين أجزاء الحاسوب أي من نقطة انطلاق مرورا بعدد من النقط ووصولا إلى نقطة النهاية.